# Nooitgedacht (Veenoord)
Nooitgedacht is een achtkantige stellingmolen in Veenoord. De molen verving in 1916 een eerdere molen uit 1904, die bij een brand ten gevolge van blikseminslag verloren was gegaan. De onderbouw is voor de molen verbreed, omdat de "nieuwe" molen aan de voet breder was dan zijn voorganger. Om de molen te kunnen plaatsen is een kraag op de onderbouw gemetseld.
De molen is een achtkantige houten stellingmolen, met riet gedekt, rustend op een stenen onderbouw. De kap is ook met riet gedekt. Hij heeft sinds hij in Veenoord staat de functie van korenmolen, maar dat is niet altijd zo geweest. De molen is oorspronkelijk in Heerenveen als oliemolen gebouwd en heeft daarna in Hankate (Overijssel) gestaan. De wieken hebben een vlucht van 23 meter. Een stamperpot die in de molen wordt bewaard is een aandenken aan de tijd dat Nooitgedacht als oliemolen in gebruik was.
Het koppel maalstenen ligt in een ronde uitsparing van de vloer van de steenzolder en rust direct op een draagbalk.

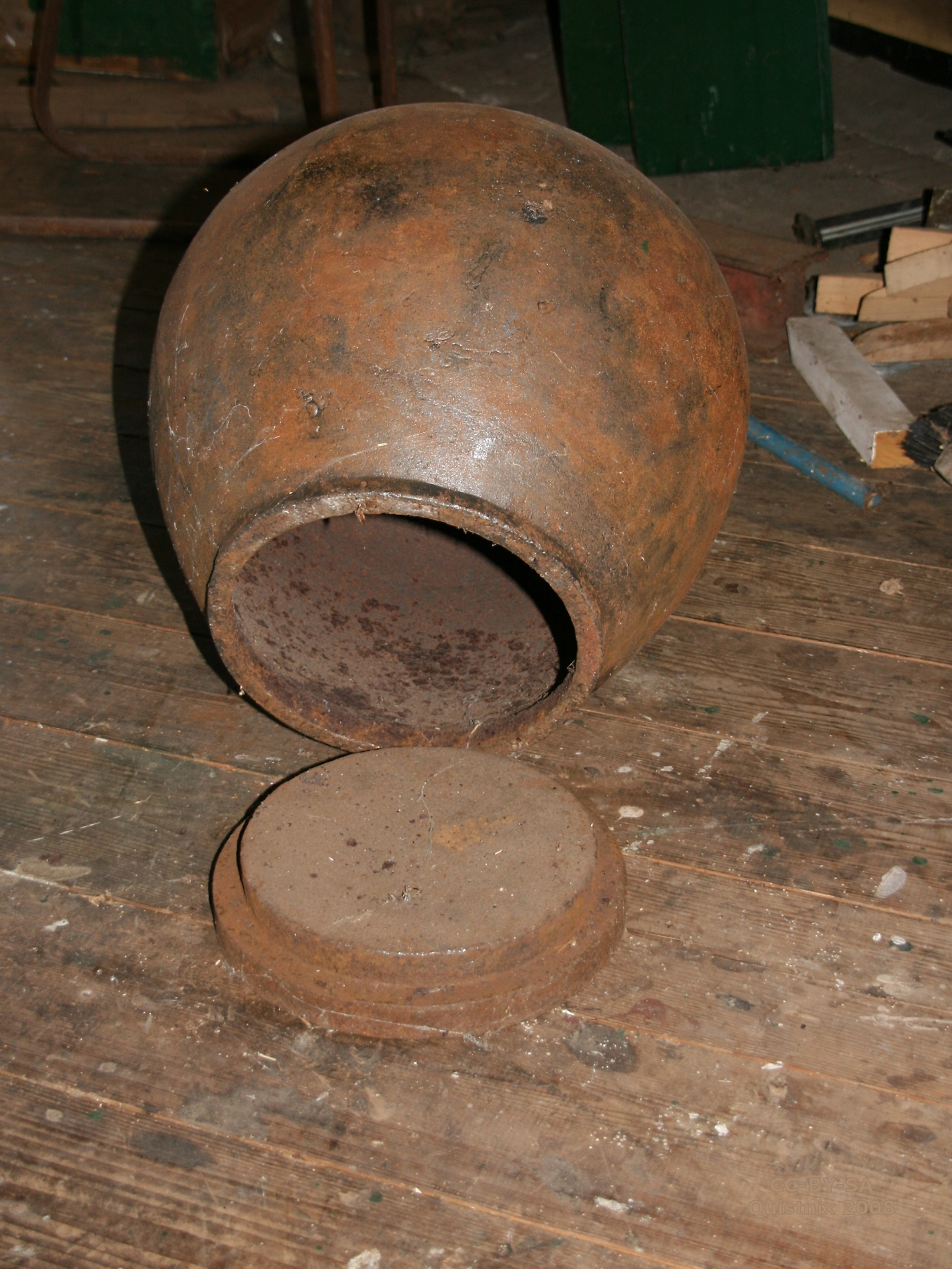
Gietijzeren stamperpot met bijbehorende bodem
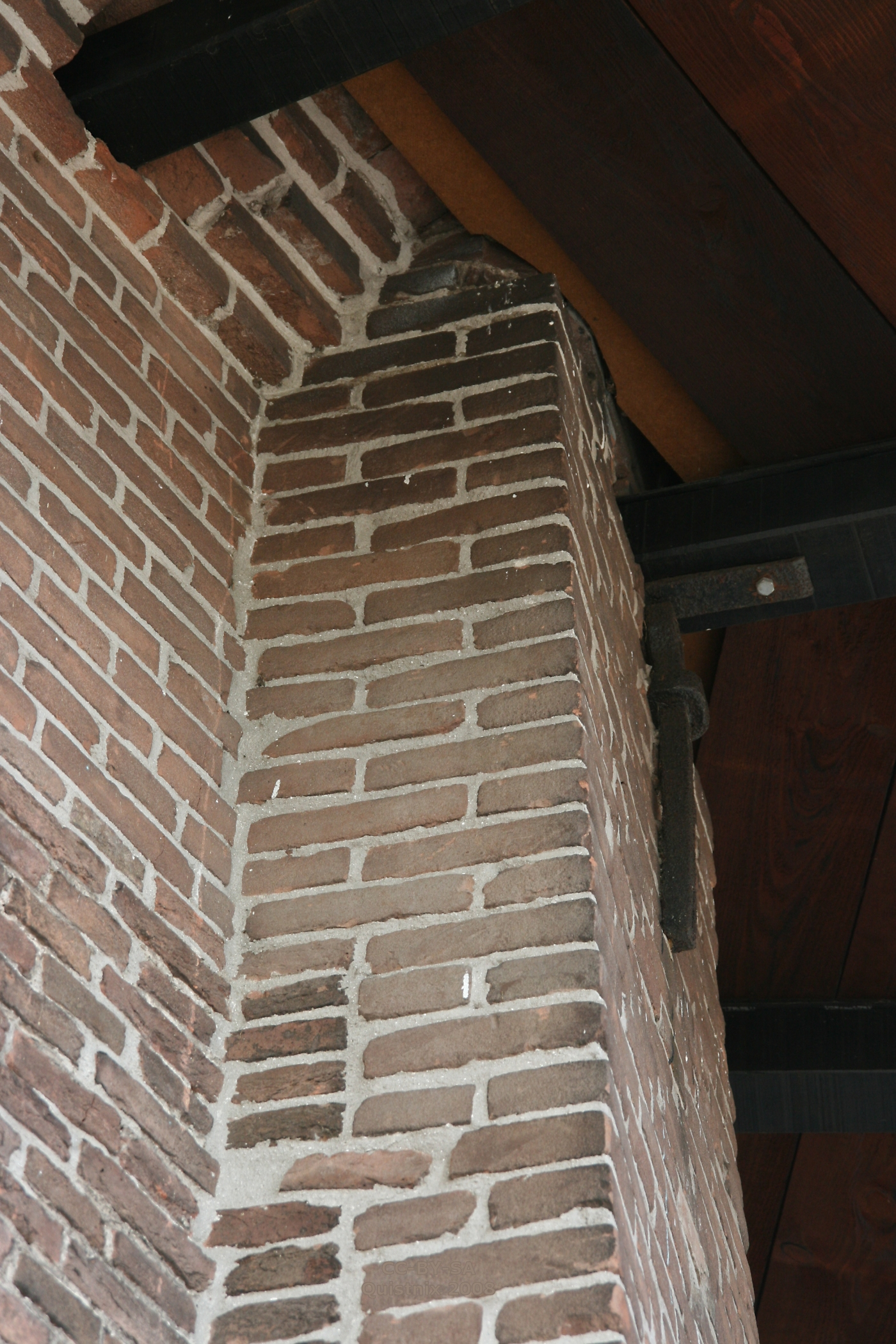
detail opgemetselde kraag
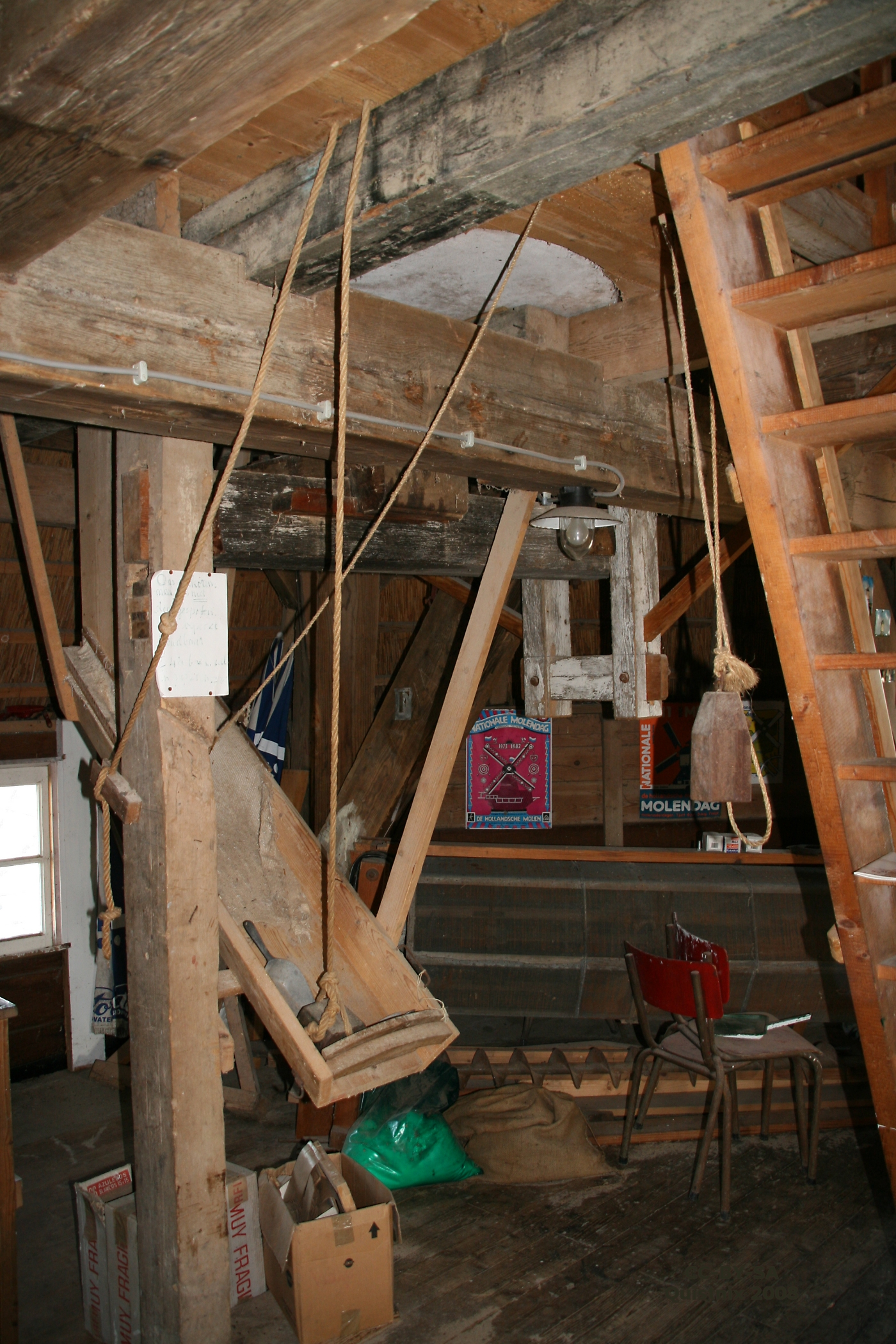
onderzijde maalsteen